# Äkta juvelvingar
Äkta juvelvingar (Lycaeninae) är en underfamilj inom familjen juvelvingar.
Juvelvingarnas taxonomi är inte helt klarlagd, vilket även påverkar underfamiljen Lycaeninae. Trots detta placerar flertalet auktoriteter bara de arter som är närmst besläktade med typsläktet Lycaena inom underfamiljen.

## Systematik
Lycaeninae sensu stricto kan delas upp i två tribus:
- Heliophorini
  - Heliophorus
  - Iophanus
  - Melanolycaena
- Lycaenini (guldvingar)
  - Athamanthia
  - Gaeides – inkluderas ofta i Lycaena
  - Hyrcanana
  - Lycaena
  - Phoenicurusia

Ett antal släkten som tidigare placerats i underfamiljen förs idag till underfamiljer Poritiinae. Slutligen förekommer det ett antal släkten vars taxonomiska hemvist är oklar, men som kan tillhöra Lycaeninae: 
- Alciphronia
- Apangea
- Kulua
- Mirzakhania
- Nesa